# Biometan
Biometan är ett samlingsnamn för gasblandningar som i huvudsak består av (nästan bara) metan och är producerade från biomassa.
Biometan kan framställas via anaerob mikrobiell nedbrytning. Den avser då enbart biogas som uppgraderats och därför enbart har mindre fraktioner som inte är metan.
Biometan kan även framställas genom förgasning och metanisering av biomassa bio-SNG. Det finns olika förgasningstekniker för detta, indirekt förgasning, syrgasblåst förgasning och förgasning i superkritiskt vatten.